# Heritiera simplicifolia
Heritiera simplicifolia är en malvaväxtart som först beskrevs av Maxwell Tylden Masters, och fick sitt nu gällande namn av André Joseph Guillaume Henri Kostermans. Heritiera simplicifolia ingår i släktet Heritiera och familjen malvaväxter. Inga underarter finns listade i Catalogue of Life.